# 云台山
云台山古称“覆釜山”，位于河南省焦作市修武县境内。因山脉高峻，山间常年云雾缭绕，故名云台山，云台山属太行山系。云台山是一个集中国国家重点风景名胜区、国家5A级景区、国家地质公园、国家森林公园、国家水利风景区和国家猕猴自然保护区于一体的风景名胜区，景区面积达190平方公里。云台山景区又以独具特色的“北方岩溶地貌”而被联合国教科文组织列入首批世界地质公园名录。

## 地质

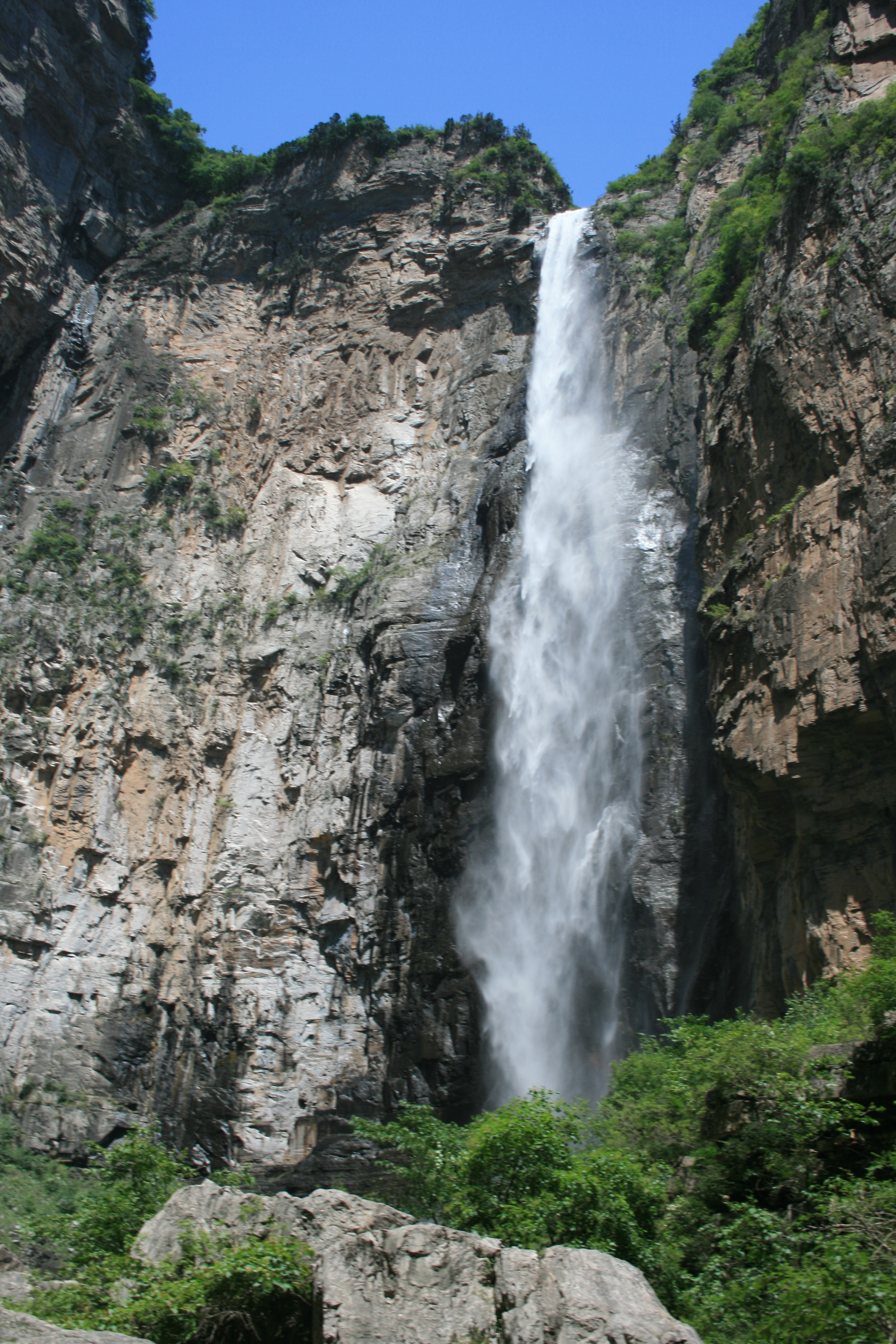
云台山瀑布

云台山所在地在元古时代属于海洋，随着地球的进化，地壳发生变动，逐渐升起抬高形成平原。十几亿年前造山运动时期（奥陶纪和震旦纪），地貌再次发生巨大变化。在燕山期，北部上升，形成高山，南部下降，形成平原。后在喜玛拉雅造山运动影响下，又使山地激剧上升，河道深度下切，形成深陡的峡谷。地表水和地下水沿裂隙对岩石进行溶蚀，再加上风化作用的影响，就造成了现在的山、石形态。
云台山以云台山世界地质公园园区内的各种类型的长崖（包括“之”字形、线形、“U”字形、环形、台阶状）、瓮谷、围谷、悬沟、飞瀑和清泉地貌为主。这种地貌是以自身构造为主，并受到大自然的侵蚀作用而形成。云台山这种群峡间列、峰谷交错、悬崖长墙和崖台梯叠的地貌是一种与桂林的峰丛和峰林、石林的石芽和石柱、三峡的峡谷、溶洞型以及天坑型等并列的二级地貌类型，被称为云台地貌。

## 人文
220年，汉献帝刘协以“禅让”的名义将帝位让于曹丕，曹丕封刘协为山阳公，都浊鹿城（今河南修武县五里源乡李固村），汉献帝刘协逝世后葬于云台山的古汉山，现存汉献帝陵。
魏晋之际，局势动荡，许多士人躲避于山林。以嵇康为首包括阮籍、山涛、向秀、刘伶、阮咸和王戎在内共七位名士在当时河内山阳一带活动长达二十年之久。在云台山的百家岩附近有一块宽约三十米、长一百米的平缓地带，是竹林七贤的聚会地点之一。

## 景点
峰林峡原名群英湖，景区面积50平方公里，被誉为“云台天池”，峰林峡大坝高耸于峡谷之中，大坝建造于1971年，坝高100.5米，为中国第一高砌石拱坝。
子房湖又名平湖，是云台山东区最大的湖泊水体景观。全长4000米，最深处约65米，2002年6月，曾在湖内发现了有“水中大熊猫”之称的濒危无脊椎动物桃花水母。
猕猴谷景区内分布有数量众多的野生太行猕猴群落，它们终年都栖息于太行山针阔叶混交林、灌木林及悬崖峭壁之间，是分布纬度最北的猕猴群，也是云台山唯一的动物观赏类景观。

## 气候
云台山属于暖温带大陆性季风性气候，四季分明，春季多风干燥，夏季高温多雨，秋季凉爽，冬季干寒。气候随海拔与山势山形变化各异、差异明显。春季平均气温16°C，可观赏山花；夏季平均气温24°C，可观赏原始森林、飞瀑流泉；秋季平均气温18℃，可观赏红叶；冬季平均气温2°C，可观赏冰瀑、冰挂、冰柱和玉树琼花等。

## 相关事件

### 玻璃栈道裂缝事件
2015年10月5日，玻璃栈道出现裂缝，引发游客恐慌，已暂时关闭。后续经工作人员调查被认为是尖锐物体造成。

### 瀑布源头为水管事件
2024年6月3日，一名徒步旅行者通过视频表示，云台山瀑布（在景区内被称作“云台天瀑”）的源头在于岩壁上的水管。该旅行者表示，“我历尽千辛万苦来到云台瀑布源头，却只看到一根管道”。随后，该视频在社交媒体上迅速传播。6月4日，当地政府官员回应了此事。景区负责人称该项装置是“用以在枯水期增强视觉效果、提升观赏体验”。

## 姊妹公园
- 大峽谷國家公園

## 外部連結
[在维基数据编辑]
 《欽定古今圖書集成·方輿彙編·山川典·雲臺山部》，出自陈梦雷《古今圖書集成》
- 云台山旅游网（页面存档备份，存于）
- 视频·赵忠祥·云台山风景区介绍（页面存档备份，存于）